# Carl Hermann Hemmerde
Carl Hermann Hemmerde (* 23. November 1708 in der Nähe Magdeburgs; † 7. Mai 1782 in Halle (Saale)) war ein deutscher Verleger.

## Leben und Wirken
Hemmerde arbeitete zunächst als Gehilfe in der Verlagsbuchhandlung von Johann Georg Klemm. Nach dessen Tod heiratete er am 4. Juni 1737 Klemms Tochter und übernahm seine Verlagsbuchhandlung, die er in Hemmerde umfirmierte. Ende 1781 trat Carl August Schwetschke auf Vermittlung des Leipziger Verlegers Philipp Erasmus Reich als Faktor in die Buchhandlung ein. Ein halbes Jahr später, am 7. Mai 1782, starb Hemmerde. Der Verlag wurde in den nächsten sechs Jahren von seiner zweiten Frau zusammen mit ihrem Faktor geführt. Ab 1788 war Schwetschke dann Teilhaber; die Verlagsbuchhandlung firmierte jetzt unter Hemmerde & Schwetschke.
Hemmerdes Verdienst war der Aufbau eines großen Verlagsprogrammes mit bedeutenden Autoren und Werken, unter denen Friedrich Gottlieb Klopstocks Messias herausragte. Damit wurde der Grundstein für das Ansehen des Verlages C. A. Schwetschke & Sohn gelegt. Insgesamt publizierte Hemmerde in den Jahren 1737 bis 1782 rund 750 Titel, wobei neben einigen schöngeistigen Werken vorwiegend geisteswissenschaftliche, naturwissenschaftliche und medizinische Bücher veröffentlicht wurden, z. B. Werke der Theologen Johann Jacob Rambach und Johann Salomo Semler, des Mediziners Johann Gottlob Krüger, des Naturforschers Christian Gottlieb Kratzenstein und der Rechtswissenschaftler Christoph Weidlich und Johann Friedrich Eisenhart.